# Karol Muszkiet
Karol Muszkiet (ur. 1904 w Sokalu, zm. 1993 w Krakowie) − polski rzeźbiarz, aktywny przede wszystkim w Krakowie.

## Życiorys
Karol Muszkiet w latach 1923−1929 studiował w Akademii Sztuk Pięknych w Krakowie u Konstantego Laszczki i Xawerego Dunikowskiego. Edukację artystyczną pogłębiał w Rzymie (1933), Francji i Anglii (1938) i Grecji (1959). Zajmował się rzeźbą architektoniczną (godła na kamienicach krakowskich, portale), sztuką sakralną, projektował pomniki. Był także konserwatorem zabytków i malarzem. W okresie międzywojennym był członkiem Zrzeszenia Artystów Plastyków „Zwornik”, z którym okazjonalnie wystawiał swoje prace. 
Zmarł w Krakowie, pochowany został na cmentarzu Rakowickim (kwatera GC, rząd 11, miejsce 1).

## Wybrane realizacje
- Anioły (prezbiterium Kościoła św. Katarzyny Aleksandryjskiej w Krakowie), 1944[4]
- Pomnik Wdzięczności, 1945, wraz z Marcinem Bukowskim i Józefem Gołąbem (Cmentarz wojskowy przy ul. Prandoty)[5][6]. Pomnik ten do 1997 roku znajdował się w pobliżu Barbakanu[2]
- Figura Matki Bożej Pośredniczki Łask w Tyńcu, 1950[1]
- Płaskorzeźby do kaplic Tajemnic Radosnych Różańca, Kalwaria Panewnicka, lata 50. XX wieku[7]
- Stacje Drogi Krzyżowej, Kościół Matki Bożej Dobrej Rady w Krakowie, lata 80. XX w.[8][9]
- Wiewiórka, godło kamienicy przy ul. Floriańskiej 15, 1935[2]
- Dziecko z rogiem obfitości siedzące na delfinie, godło kamienicy przy ul. Friedleina 25a, 1936[2]
- Putto z rogiem obfitości, godło kamienicy przy ul. Żuławskiego 4, 1937[2]
- Kobieta z dzbanem na głowie, duże, zajmujące dwie kondygnacje godło kamienicy przy al. Krasińskiego 5, 1936[10]
- Żaglowiec, godło kamienicy przy ul. Krowoderskiej 72, Kraków[11]
- Kamienny portal z płaskorzeźbami smoków, kamienica przy ul. Lea 17[12]
- Aluminiowa rzeźba nazywana Fenicjaną, w narożniku domu czynszowego Towarzystwa Ubezpieczeniowego na Życie „Feniks”, Rynek Główny 41 (ul. św. Jana) 2, 1934[13]
- Matka z dziećmi, XX w., Muzeum Częstochowskie[14]
- Św. Antoni Padewski, XX w., Kościół garnizonowy w Katowicach.